# Robert Parrish
Robert R. Parrish (Columbus, Georgia, Estados Unidos, 4 de enero de 1916 – Southampton, Nueva York, 4 de diciembre de 1995) fue un actor, editor, guionista y director de películas estadounidense, conocido por dirigir la comedia Casino Royale, al lado de otros cinco directores. También dirigió otras películas importantes, como The Purple Plain, The Wonderful Country,  Destino: Budapest y Fire Down Below. Fue galardonado con el Óscar al mejor montaje por Cuerpo y alma en la gala de los Premios Óscar de 1947.

## Autobiografías
- Growing Up in Hollywood, New York: Harcourt, Brace, Jovanovich, 1976, ISBN 0586048596
- Hollywood Doesn't Live Here Anymore, Boston: Little, Brown, 1988, ISBN 0316692557